# 宮路拓馬
宮路 拓馬（みやじ たくま、1979年12月6日 - ）は、日本の政治家。自由民主党所属の衆議院議員（4期）、外務副大臣。
内閣府大臣政務官、総務大臣政務官などを歴任。

## 来歴
鹿児島県加世田市（現：南さつま市）に生まれる。加世田聖母幼稚園を経て加世田市立加世田小学校に入学。転校して鹿児島市立桜丘東小学校を卒業。鹿児島中学校（現：鹿児島修学館中学校）、鹿児島県立鶴丸高等学校を経て、東京大学に入学。専門課程では法学部に進学し、法律・政治学を学ぶ。卒業後は総務省に入省し、自治行政局市町村課に配属。奈良県財政課、消防庁、広島市財政課長、内閣官房参事官補佐、総務省大臣官房秘書課補佐等を務めた。
総務省を退職し、2014年12月の第47回衆議院議員総選挙に鹿児島3区から自由民主党公認で出馬。小選挙区では無所属の前職・野間健に敗れたが、比例九州ブロックで復活し初当選した。
当選後は衆議院において農林水産委員会、法務委員会、そして地盤であった鹿児島3区の薩摩川内市にある川内原子力発電所に関連して原子力問題調査特別委員会で委員(2期目からは理事)を務めた。自民党では党内の役職として農林部会で副部会長、畜産・酪農対策委員会で事務局長、青年局で事務局次長を務めた。
2017年10月の第48回衆議院議員総選挙では、衆議院議員の定数是正に伴う選挙区調整のため地盤である鹿児島3区からの出馬を見送り、比例九州ブロック単独で出馬し再選（比例名簿順位は単独2位）。
衆議院の原子力問題調査特別委員会、科学技術・イノベーション推進特別委員会で理事を務めた。
2020年9月、菅義偉内閣で総務大臣政務官（担当する職務は、地方行政、地方財政、地方税制に消防）に就任した。
2021年10月の第49回衆議院議員総選挙では自由民主党公認で鹿児島1区から出馬。立憲民主党前職の川内博史を破り、3選を果たした。
同年11月11日、第2次岸田内閣にて内閣府大臣政務官に就任。
2024年10月27日の第50回衆議院議員総選挙では川内に敗れ、比例復活で4選。
同年11月13日、外務副大臣に就任。

## 区割り変更に伴う選挙区問題
2017年の衆議院議員総選挙では、区割り変更で鹿児島県内の小選挙区が5から4に減少。鹿児島1区は旧1区と旧3区の一部が選挙区となった。
この際の候補者調整では14年衆院選挙で旧3区から出馬し、初当選した宮路が比例単独にまわり、保岡興治が小選挙区から出馬することで決着。宮路は保岡興治の引退後に鹿児島1区から出馬したい意向を示していた。しかし、出馬予定だった保岡興治が衆院選の公示2日前に病気療養のために引退し、長男で自身の秘書である保岡宏武を後継とする考えを表明。結局、宏武が重複立候補なしで公認されて出馬するに至ったが、一部の県議から公示直前の出馬取りやめに「宮路封じ」との批判が噴出した。
この候補者調整問題について、自民党鹿児島県連会長を務める森山裕国会対策委員長は、「1区に当選可能な人に絞り込むが、2人とも将来ある人だ。2人とも政治家として生き残れる道を模索したい。」と述べている。
鹿児島1区への国替えを目指している件について、「2017年衆院選の翌日から、小中高校時代を過ごした1区で活動を開始した。絶対に議席を奪還しなければならない選挙区。障害者福祉や教育など力を入れる政策は県都の1区でこそ生かせる。」と述べている。また、2021年地元紙南日本新聞の記事中でも、「1区で出たい気持ちは変わらない」「政策本位で判断してもらえると考えると、やりがいを感じるし自信もある。政務官の仕事で地元に帰る機会は減るが、草の根で支持を広げていきたい」と述べ、一貫して同区からの出馬に意欲を示している。
2021年の第49回衆議院議員総選挙では保岡宏武が比例九州ブロック（単独2位）に回り、宮路が出馬し当選、立憲民主党前職の川内博史に比例復活を許さなかった（2024年に繰り上げ当選）。
なお、保岡宏武は2023年2月10日、鹿児島2区支部長となった。

## 政策・主張

### 憲法問題
- 憲法改正について、2017年、2021年のアンケートで「賛成」と回答[18][19]。
- 改正すべき項目として「自衛隊の保持を明記する」「集団的自衛権の保持を明記する」「各都道府県から必ず1人は参議院議員を選出するよう明記する」「緊急事態に関する条項を新設する」と主張[20]。
- 憲法9条への自衛隊の明記について、2021年のアンケートで「賛成」と回答[21]。
- 集団的自衛権の行使に賛成。
- 「他国からの攻撃が予想される場合には敵基地攻撃もためらうべきではない」との問題提起に対し、「賛成」と回答[19]。

### 経済問題
- 消費税10%に賛成[18]。
- 軽減税率の導入に賛成[22]。
- カジノ解禁に賛成[22]。
- アベノミクスを評価する[18]。

### ジェンダー問題
- 選択的夫婦別氏制度導入について2021年のアンケートでは「賛成」と回答[19]。
- 同性婚を可能とする法改正について、2021年のアンケートで「賛成」と回答[21]。
- 「LGBTなど性的少数者をめぐる理解増進法案を早期に成立させるべきか」との問題提起に対し、「賛成」と回答[19]。
- クオータ制の導入について、2021年のアンケートで「賛成」と回答[21]。

### 女性の健康課題についての取り組み
自民党のフェムテック振興議員連盟の設立を主導し、事務局長を務める。フェムテックとは、SNSを使用した婦人科のオンライン診療の課題に取り組む際、関わりを持つようになった。
同議連については、「すべての女性に身近で重要な話。フェムテックは政治と国民の距離を縮めるツールとなり、不都合を我慢しなくていい社会づくりになる」「必要があればルールを変えるのは立法府の役目だが、ハードルも高いと感じたので、議連を作り仲間と議論しようと決めた」「生理、妊娠・出産、更年期の三本柱を立て、まずは生理から議論をすることになった」などと述べている。
フェムテック関連政策については、その経済的側面にも着目。女性のためのものだけではないとして、経済的・社会的に大きな効果を期待している。生理や更年期に関する問題や婦人科系疾患のもたらす生産性損失、医療機関への通院や医薬品購入に関わる費用の大きさを指摘したうえで、それらの経済的損失の解決に役立つとし、世界的なフェムテック関連市場の将来的成長が見込まれる中、新たな経済政策として有効だとしている。
また、フェムテックの振興は女性が働きやすい環境づくりにもつながるといい、同議連は2020年度中に政府への提言をまとめ、近年登場した経血吸収ショーツや膣用の潤滑ジェルなどについて、医薬品医療機器法上の位置付けを明確にすべきだと主張し、性能や品質が担保されたフェムテック製品を消費者が購入しやすい環境の整備を求めた。宮路は議連の事務局長として取材に答えた際、「フェムテックの普及は、女性の悩みを軽減することにつながり、女性活躍の後押しになる。「フェムテックを特別なものではなく、当たり前の商品・サービスとして普及されるよう、官民が一体となって取り組んでいくべき」「フェムテックは女性のみにとどまるものではなく、日本の将来にとって必要なもの。日本のためにもフェムテック振興のための施策を真正面から議論していきたい」と述べ、多様で公正な社会の実現に向けて努力していくとしている。
また、地元である鹿児島における活動でもフェムテックの普及に努めているが、比較的新しい概念であるフェムテックがインフラの整備・農林水産業振興といった、従来の自民党支持層に理解を得やすい政策と一線を画していることから、その啓発に一定の難しさを感じつつも、「多様な人が、持てる力を最大限発揮できる環境を整えていくための政だと伝えたら、理解してくれる。伝え方次第だ」と述べ、選挙区内での活動に取り組んでいる。

### 性暴力撲滅に向けた取り組み
性暴力は被害者の人権を蹂躙するものだとして、性暴力の持つ影響や被害者の落ち度を強調する見方が誤っていることを理解する必要があると述べる。そのため、「被害者にならない」「加害者にならない」「傍観者にならない」ための教育、すなわち「生命の安全教育」の必要性を訴えている。　
さらに、障害者の性被害は顕在化しにくいということで、同問題の根絶にも「性暴力のない社会の実現を目指す議員連盟」を中心に取り組んでおり、「障がい者に対する性暴力の問題点を広く考えてもらうためにも教育が重要。拒否できないことがあることなどを理解したうえで、相手の意思を尊重し大事にすることを、障がい者か健常者に関係なく繰り返し教えていくことが大切。」としている。また、同問題の啓発については、「地元集会に来る年配の男性はこういった問題を知らないものの、身近な被害の例として、どれだけの女性が痴漢にあっているか知っているか説明すると、急に聞き方が変わる。伝え方次第だ。」と述べている。

### 難聴対策推進議員連盟での取り組み
難聴対策推進議員連盟では事務局次長を務め、議員連盟設立時から関わっている。
東京大学在学中に手話サークルに在籍した経験を持ち、「ろう者の方々がより暮らしやすい生活を獲得するためにどういう支援が必要かというようなことを考えながら政策立案するに当たって、手話をはじめそのころに覚えたことや得ることのできた経験というものが今、大いに役立っている」と述べている。自民党の月刊女性誌『りぶる』令和２年3月号に掲載された、手話を取り入れた音楽パフォーマンスを行う「HANDSIGN」との会談記事では、指点字や触手話を宮路本人がレクチャーする様子も収録されている。

### コロナ禍での活動
コロナ禍では、リモートワークの一環として、オンラインでの意見交換を取り入れている。緊急事態宣言発出により、地元に帰ることができない期間は、鹿児島市天文館の飲食店関係者らから、コロナ禍での苦悩や行政への要望を聴取し、「地方自治体がきめ細かい支援ができるよう、臨時交付金の確保を頑張る」と答えている。
鹿児島ウエディング協議会の加盟4事業者が開催した、コロナ禍での対応をめぐる意見交換会にもオンラインで参加した。

### その他
- 「原子力発電への依存度について今後どうするべきか」との問題提起に対し、「現状を維持すべき」と回答[21]。
- ヘイトスピーチを法律で規制することに賛成[22]。
- 受動喫煙防止を目的に飲食店などの建物内を原則禁煙とする健康増進法改正に反対。2017年2月15日の厚生労働部会において、「今日来られた各団体の声を聞いても、（原則屋内禁煙の）厚労省案に否定的な流れだ」「地方創生の観点で、さびれゆくたばこ産業をどう考えるかという観点も必要。ただオリンピック、パラリンピックだから、それに合わせてするんだというのではいけない」と主張した[37]。
- 2018年11月7日、自身が座長を務める「障がい者に対する性暴力問題を考えるプロジェクトチーム」第一回勉強会で、被害者に寄り添う姿勢を示し「これは超党派で考える問題です。刑法の見直しや法改正となれば超党派で取り組み、全会一致を目指したいと思っている。同時に世論への訴えかけも重要だと思っています。」と発言した[38]。

## 政治資金
IR誘致に関連して、米国の大手カジノ企業「シーザース・エンターテイメント」からの委託を受けたロビー活動を専門にする官僚OBのコンサル企業経営者から、2014年から2016年にかけて、1万円のパーティ券購入。これはアメリカ人が外国公務員への贈賄等を禁止する連邦海外腐敗行為防止法（FCPA）に抵触する可能性があった

## 所属部会・団体・議員連盟
- 自民党たばこ議員連盟（幹事）[40]
- 自由民主党たばこ特別委員会（事務局次長）[41]
- 選択的夫婦別氏制度を早期に実現する議連[42]
- 自民党農林部会（副部会長）[43]
- 自民党水産部会（副部会長）[44]
- 焼酎文化振興議員連盟（事務局長）[45]
- 難聴対策推進議員連盟（事務局次長）[46]
- 性暴力のない社会の実現を目指す議員連盟（事務局次長）[47]
- 性暴力のない社会の実現を目指す議員連盟 障がい者に対する性暴力問題 プロジェクトチーム（座長）[48]
- Femtech（フェムテック）振興議員連盟（発起人）[49]

## 選挙歴
| 当落 | 選挙                   | 執行日         | 年齢 | 選挙区           | 政党       | 得票数     | 得票率 | 定数 | 得票順位 /候補者数 | 政党内比例順位 /政党当選者数 |
| ---- | ---------------------- | -------------- | ---- | ---------------- | ---------- | ---------- | ------ | ---- | ------------------ | ---------------------------- |
| 比当 | 第47回衆議院議員総選挙 | 2014年12月14日 | 35   | 鹿児島県第3区    | 自由民主党 | 5万6741票  | 39.25% | 1    | 2/3                | 5/8                          |
| 当   | 第48回衆議院議員総選挙 | 2017年10月22日 | 37   | 比例九州ブロック | 自由民主党 | ーー票     | ーー   | 20   | /                  | 2/7                          |
| 当   | 第49回衆議院議員総選挙 | 2021年10月31日 | 41   | 鹿児島県第1区    | 自由民主党 | 10万1251票 | 53.15% | 1    | 1/2                | /                            |
| 比当 | 第50回衆議院議員総選挙 | 2024年10月27日 | 44   | 鹿児島県第1区    | 自由民主党 | 7万8221票  | 44.51% | 1    | 2/3                | 2/7                          |